# Timoradza
Timoradza je obec v okrese Bánovce nad Bebravou na Slovensku. Leží na středním toku řeky Bebravy v jihozápadní časti Strážovských vrchů v nadmořské výšce 235 metrů. Žije v ní 504 obyvatel.
Archeológové zde našli pohřebiště lužické kultury z mladší doby bronzové. První písemná zmínka o vesnici je z roku 1355. V obci stojí románskogotický římskokatolický kostel svatého Ondřeje z druhé poloviny 13. století a vodní mlýn. V katastrálním území obce leží přírodní rezervace Smradľavý vrch a zasahují do něj části přírodních rezervací Ľutovský Drieňovec a Udrina.